# Gwinner
Gwinner è un centro abitato (city) degli Stati Uniti d'America, situato nella Contea di Sargent, nello Stato del Dakota del Nord. Nel censimento del 2000 la popolazione era di 717 abitanti. La città è stata fondata nel 1901.

## Geografia fisica
Secondo i rilevamenti dell'United States Census Bureau, la località di Gwinner si estende su una superficie di 3,30 km², tutti occupati da terre.

## Popolazione
Secondo il censimento del 2000, a Gwinner vivevano 717 persone, ed erano presenti 202 gruppi familiari. La densità di popolazione era di 216 ab./km². Nel territorio comunale si trovavano 329 unità edificate. Per quanto riguarda la composizione etnica degli abitanti, il 98,83% era bianco, lo 0,42% era nativo, lo 0,84% apparteneva ad altre razze, mentre lo 0,42% apparteneva a due o più. La popolazione di ogni razza ispanica corrispondeva all'1,12% degli abitanti.
Per quanto riguarda la suddivisione della popolazione in fasce d'età, il 26,9% era al di sotto dei 18, il 7,7% fra i 18 e i 24, il 30,5% fra i 25 e i 44, il 23,2% fra i 45 e i 64, mentre infine l'11,7% era al di sopra dei 65 anni di età. L'età media della popolazione era di 35 anni. Per ogni 100 donne residenti vivevano 110,3 maschi.